# Orveau-Bellesauve
Orveau-Bellesauve là một xã trong tỉnh Loiret, vùng Centre-Val de Loire bắc trung bộ nước Pháp. Xã này nằm ở khu vực có độ cao từ 103-139 mét trên mực nước biển.